# 文武帝宫
文武帝宫，位于中国广东省深圳市坪山区坪山街道东胜街66号。
文武帝宫的历史年代为清代，是坪山墟的百姓为祭祀文帝和武帝建筑的庙宇。1949年9月，中共政权占领惠阳县坪山乡后，为力行学校（坪山中学前身）所在。1950年为坪山乡人民政府办公地。1960年初改为粮站。1998年7月15日公布为第四批深圳市文物保护单位，类型为古建筑。2019年的报道称，在文武帝宫设立的坪山图书馆·客家特藏馆正式开馆，是坪山区的第八个坪山城市书房。